# Sacramento (A Wonderful Town)
"Sacramento (A Wonderful Town)", ook bekend als simpelweg "Sacramento", is een nummer van de Schotse band Middle of the Road. Het nummer werd uitgebracht op hun album Acceleration uit 1972. Eind 1971 werd het nummer uitgebracht als de tweede single van het album.

## Achtergrond
"Sacramento (A Wonderful Town)" is geschreven door Rubirosa, Mario Capuano, Giosy Capuano en Lally Stott en geproduceerd door Giacomo Tosti. Het nummer gaat over de Californische stad Sacramento, dat volgens de tekst "een geweldige stad" is. Het bleek een populair nummer in Sacramento en de hele staat Californië. Het was altijd het laatste nummer dat tijdens optredens van Middle of the Road werd gespeeld.
"Sacramento (A Wonderful Town)" werd een grote hit in Europa. Het bereikte de nummer 1-positie in Nederland (zowel in de Top 40 als de Daverende Dertig), België (in de voorlopers van zowel de Vlaamse als de Waalse Ultratop 50), Duitsland, Noorwegen en Zwitserland. In hun thuisland, het Verenigd Koninkrijk, was het opvallend genoeg geen grote hit; het bleef hier steken op plaats 23. Het werd ook een top 10-hit in een aantal Oost-Europese landen, waaronder Bulgarije, Hongarije, Oost-Duitsland, Polen en Roemenië.
"Sacramento (A Wonderful Town)" is gecoverd door onder meer Roy Black, terwijl er instrumentale versies zijn opgenomen door James Last en Klaus Wunderlich. Daarnaast zijn er versies uitgebracht in het Deens, Duits, Fins, Nederlands (geschreven door Jo De Clercq), Slowaaks en Spaans. In 1981 werd in het kader van het Stars on 45-project een medley opgenomen van Middle of the Road-nummers, waarvan "Sacramento (A Wonderful Town)" de single opende. Deze medley werd echter nergens een hit.

## Hitnoteringen

### Nederlandse Top 40
| Hitnotering: 01-01-1972 t/m 15-04-1972 | Hitnotering: 01-01-1972 t/m 15-04-1972 | Hitnotering: 01-01-1972 t/m 15-04-1972 | Hitnotering: 01-01-1972 t/m 15-04-1972 | Hitnotering: 01-01-1972 t/m 15-04-1972 | Hitnotering: 01-01-1972 t/m 15-04-1972 | Hitnotering: 01-01-1972 t/m 15-04-1972 | Hitnotering: 01-01-1972 t/m 15-04-1972 | Hitnotering: 01-01-1972 t/m 15-04-1972 | Hitnotering: 01-01-1972 t/m 15-04-1972 | Hitnotering: 01-01-1972 t/m 15-04-1972 | Hitnotering: 01-01-1972 t/m 15-04-1972 | Hitnotering: 01-01-1972 t/m 15-04-1972 | Hitnotering: 01-01-1972 t/m 15-04-1972 | Hitnotering: 01-01-1972 t/m 15-04-1972 | Hitnotering: 01-01-1972 t/m 15-04-1972 | Hitnotering: 01-01-1972 t/m 15-04-1972 | Hitnotering: 01-01-1972 t/m 15-04-1972 |
| Week                                   | 1                                      | 2                                      | 3                                      | 4                                      | 5                                      | 6                                      | 7                                      | 8                                      | 9                                      | 10                                     | 11                                     | 12                                     | 13                                     | 14                                     | 15                                     | 16                                     |                                        |
| -------------------------------------- | -------------------------------------- | -------------------------------------- | -------------------------------------- | -------------------------------------- | -------------------------------------- | -------------------------------------- | -------------------------------------- | -------------------------------------- | -------------------------------------- | -------------------------------------- | -------------------------------------- | -------------------------------------- | -------------------------------------- | -------------------------------------- | -------------------------------------- | -------------------------------------- | -------------------------------------- |
| Positie                                | 23                                     | 4                                      | 2                                      | 1                                      | 1                                      | 1                                      | 1                                      | 1                                      | 1                                      | 1                                      | 2                                      | 5                                      | 6                                      | 16                                     | 24                                     | 40                                     | uit                                    |

### Daverende Dertig
| Hitnotering: 01-01-1972 t/m 15-04-1972 | Hitnotering: 01-01-1972 t/m 15-04-1972 | Hitnotering: 01-01-1972 t/m 15-04-1972 | Hitnotering: 01-01-1972 t/m 15-04-1972 | Hitnotering: 01-01-1972 t/m 15-04-1972 | Hitnotering: 01-01-1972 t/m 15-04-1972 | Hitnotering: 01-01-1972 t/m 15-04-1972 | Hitnotering: 01-01-1972 t/m 15-04-1972 | Hitnotering: 01-01-1972 t/m 15-04-1972 | Hitnotering: 01-01-1972 t/m 15-04-1972 | Hitnotering: 01-01-1972 t/m 15-04-1972 | Hitnotering: 01-01-1972 t/m 15-04-1972 | Hitnotering: 01-01-1972 t/m 15-04-1972 | Hitnotering: 01-01-1972 t/m 15-04-1972 | Hitnotering: 01-01-1972 t/m 15-04-1972 | Hitnotering: 01-01-1972 t/m 15-04-1972 | Hitnotering: 01-01-1972 t/m 15-04-1972 | Hitnotering: 01-01-1972 t/m 15-04-1972 |
| Week                                   | 1                                      | 2                                      | 3                                      | 4                                      | 5                                      | 6                                      | 7                                      | 8                                      | 9                                      | 10                                     | 11                                     | 12                                     | 13                                     | 14                                     | 15                                     | 16                                     |                                        |
| -------------------------------------- | -------------------------------------- | -------------------------------------- | -------------------------------------- | -------------------------------------- | -------------------------------------- | -------------------------------------- | -------------------------------------- | -------------------------------------- | -------------------------------------- | -------------------------------------- | -------------------------------------- | -------------------------------------- | -------------------------------------- | -------------------------------------- | -------------------------------------- | -------------------------------------- | -------------------------------------- |
| Positie                                | 17                                     | 8                                      | 2                                      | 2                                      | 1                                      | 1                                      | 1                                      | 2                                      | 1                                      | 1                                      | 2                                      | 4                                      | 8                                      | 13                                     | 16                                     | 30                                     | uit                                    |

### NPO Radio 2 Top 2000
| Nummer met noteringen in de NPO Radio 2 Top 2000 | '99  | '00 | '01  | '02  | '03  | '04  | '05  | '06  | '07  | '08  | '09  | '10  | '11  | '12  |
| ------------------------------------------------ | ---- | --- | ---- | ---- | ---- | ---- | ---- | ---- | ---- | ---- | ---- | ---- | ---- | ---- |
| Sacramento a Wonderful Town                      | 1096 | 732 | 1090 | 1053 | 1010 | 1278 | 1280 | 1564 | 1484 | 1338 | 1597 | 1697 | 1826 | 1630 |

1. ↑  Een vetgedrukt getal geeft de hoogste notering aan.
2. ↑  Deze tabel is bijgewerkt tot en met de laatste editie (2024).